# Lista de cinesseriados produzidos na década de 1910
| Produtora                                                                           | Título                                  | Capítulos | Gênero                     | Diretor                                                              | Elenco                                                          | Observações |
| ----------------------------------------------------------------------------------- | --------------------------------------- | --------- | -------------------------- | -------------------------------------------------------------------- | --------------------------------------------------------------- | --- |
| 1910                                                                                |                                         |           |                            |                                                                      |                                                                 | |
| Deutsche Vitaskop GmbH                                                              | Arsene Lupin contra Sherlock Holmes     | 5         | Suspense Filme policial    | Viggo Larsen                                                         | Paul Otto Viggo Larsen                                          | Alemanha |
| Société Française des Films Éclair                                                  | Docteur Phantom                         | 6         | Policial                   | Victorin-Hippolyte Jasset                                            |                                                                 | França No Brasil, Memórias do Doutor Phantom.                                                                                |
| 1912                                                                                |                                         |           |                            |                                                                      |                                                                 | |
| Edison Studios                                                                      | What Happened to Mary                   | 12        | Aventura                   | Charles Brabin                                                       | Mary Fuller Charles Ogle Herbert Yost                           | 1º seriado estadunidense. |
| 1913                                                                                |                                         |           |                            |                                                                      |                                                                 | |
| Selig Polyscope Company                                                             | The Adventures of Kathlyn               | 13        | Aventura                   | Francis J. Grandon                                                   | Kathlyn Williams                                                | 1º seriado a utilizar o cliffhanger. Atualmente, esse seriado é considerado perdido. No Brasil, "As Aventuras de Catarina".  |
| Edison Studios                                                                      | Who Will Marry Mary?                    | 6         | Aventura                   | Walter Edwin                                                         | Mary Fuller Ben F. Wilson                                       | Seriado considerado perdido                                                                                                  |
| Gaumont Film Company                                                                | Fantômas                                | 5         | Suspense                   | Louis Feuillade                                                      | René Navarre Georges Melchior Renée Carl                        | França. No Brasil, Fantomas.                                                                                                 |
| 1914                                                                                |                                         |           |                            |                                                                      |                                                                 | |
| Pathé                                                                               | The Perils of Pauline                   | 20        | Donzela em apuros          | Louis J. Gasnier Donald MacKenzie                                    | Pearl White Crane Wilbur                                        | Primeiro seriado da Pathé. No Brasil, "As Aventuras de Elaine".                                                              |
| Whartons Studio                                                                     | The Exploits of Elaine                  | 14        | Donzela em apuros          | George B. Seitz                                                      | Pearl White                                                     | Também conhecido sob o título "The Mysteries of New York". No Brasil, "Os Mistérios de Nova York".                           |
| Kalem Company                                                                       | The Hazards of Helen                    | 119       | Donzela em apuros          | J. P. McGowan James D. Davis                                         | Helen Holmes Helen Gibson J. P. McGowan, Hoot Gibson Jack Hoxie | Foi considerado como um dos mais longos seriados, com 119 episódios, cada um com 12 minutos. No Brasil, "Façanhas de Helen". |
| Edison Studios                                                                      | The Active Life of Dolly of the Dailies | 12        | Drama                      | Walter Edwin                                                         | Mary Fuller                                                     | Considerado perdido. |
| Edison Studios                                                                      | The Man Who Disappeared                 | 10        | Suspense                   | Charles Brabin                                                       | Marc McDermott Herbert Yost                                     | Considerado perdido. |
| Thanhouser Film Corporation                                                         | The Million Dollar Mystery              | 23        | Suspense Aventura          | Howell Hansel                                                        | Florence La Badie Marguerite Snow                               | Considerado perdido. No Brasil, "O Mistério de Um Milhão de Dólares".                                                        |
| Thanhouser Film Corporation                                                         | Zudora                                  | 20        | Suspense Aventura          | Howell Hansel Frederick Sullivan                                     | Marguerite Snow James Cruze                                     | No Brasil, "O Detetive Misterioso".                                                                                          |
| Universal Studios                                                                   | Lucille Love, Girl of Mystery           | 15        | Aventura                   | Francis Ford Grace Cunard John Ford                                  | Grace Cunard Francis Ford John Ford (creditado como Jack Ford)  | Primeiro seriado da Universal Pictures. No Brasil, "A Rapariga Misteriosa".                                                  |
| Universal Pictures                                                                  | The Trey o' Hearts                      | 15        | Aventura                   | Wilfred Lucas Henry MacRae                                           | Cleo Madison George Larkin                                      | Considerado perdido. No Brasil, "Os Três Corações".                                                                          |
| Universal Studios                                                                   | The Master Key                          | 15        | Ação                       | Robert Z. Leonard                                                    | Robert Z. Leonard Ella Hall Harry Carter Cleo Madison           | Considerado perdido. No Brasil, "A Chave Mestra".                                                                            |
| Lubin Studios                                                                       | The Beloved Adventurer                  | 15        | Aventura                   | Arthur V. Johnson                                                    | Arthur V. Johnson Lottie Briscoe                                | Considerado perdido. |
| 1915                                                                                |                                         |           |                            |                                                                      |                                                                 | |
| Pathé & Whartons Studio                                                             | The New Exploits of Elaine              | 10        | Donzela em apuros          | Louis J. Gasnier Leopold Wharton Theodore Wharton                    | Pearl White Creighton Hale                                      | Considerado perdido. No Brasil, "Os Mistérios de Nova York".                                                                 |
| Pathé & Whartons Studio                                                             | The Romance of Elaine                   | 12        | Donzela em apuros          | George B. Seitz                                                      | Pearl White Creighton Hale Lionel Barrymore                     | Considerado perdido. No Brasil, "Os Mistérios de Nova York".                                                                 |
| BalboaAmusement Producing Company                                                   | Neal of the Navy                        | 14        | Aventura                   | William Bertram W.M. Harvey                                          | William Courtleigh, Jr. Lillian Lorraine William Conklin        | Considerado perdido. |
| Balboa Amusement Producing Company                                                  | The Red Circle                          | 14        | Drama                      | Sherwood MacDonald                                                   | Ruth Roland                                                     | Considerado perdido. No Brasil, "A Malha Rubra".                                                                             |
| American Film Company                                                               | The Diamond from the Sky                | 30        | Aventura                   | Jacques Jaccard William Desmond Taylor                               | Charlotte Burton William Russell Hart Hoxie Rhea Mitchell       | Considerado perdido |
| Reliance Film Company                                                               | Runaway June                            | 15        |                            | Oscar Eagle                                                          | Norma Phillips Marguerite Marsh                                 | Considerado perdido. |
| Kalem Company                                                                       | The Ventures of Marguerite              | 16        | Donzela em apuros          | Robert Ellis John Mackin Hamilton Smith                              | Marguerite Courtot                                              | Série com histórias independentes.                                                                                           |
| Universal Studios                                                                   | The Black Box                           | 15        | Drama                      | Otis Turner                                                          | Herbert Rawlinson Ann Little                                    | Considerado perdido. No Brasil, "A Caixa Negra"                                                                              |
| Universal Studios                                                                   | Under the Crescent                      | 06        | Drama                      | Burton L. King                                                       | Ola Humphrey William C. Dowlan                                  | Considerado perdido. No Brasil "Sob o Domínio da Meia Noite"/ "Sob o Domínio da Meia Lua".                                   |
| Universal Studios                                                                   | The Broken Coin                         | 22        | Mistério                   | Francis Ford                                                         | Grace Cunard Francis Ford                                       | Considerado perdido. No Brasil, "A Moeda Partida".                                                                           |
| Universal Studios                                                                   | Graft                                   | 20        | Drama                      | George Lessey Richard Stanton                                        | Harry Carey Jane Novak                                          | Considerado perdido. No Brasil, "Suborno", ou "Os Defraudadores do Povo".                                                    |
| Powers Picture Plays                                                                | Lady Baffles and Detective Duck         | 11        | Comédia                    | Allen Curtis                                                         | Gale Henry Max Asher Billy Franey                               | Onze episódios independentes.                                                                                                |
| Lubin Manufacturing Company                                                         | The Road o'Strife                       | 15        |                            | Howell Hansel John Ince                                              | Crane Wilbur Mary Charleson Jack Standing                       | Considerado perdido. |
| Signal Film Corporation                                                             | The Girl and the Game                   | 15        | Donzela em apuros Ação     | J. P. McGowan                                                        | Helen Holmes Leo D. Maloney J. P. McGowan                       | No Brasil, "A Mulher Audaciosa".                                                                                             |
| Vitagraph Studios                                                                   | The Fates and Flora Fourflush           | 3         |                            | Wally Van                                                            | Clara Kimball Young Charles Brown                               | Ficou conhecido como "The Ten Billion Dollar Vitagraph Mystery Serial".                                                      |
| Vitagraph Studios                                                                   | The Goddess                             | 15        | Aventura                   | Ralph Ince                                                           | Anita Stewart Earle Williams                                    | Considerado perdido. No Brasil, "A Deusa".                                                                                   |
| Gaumont Film Company                                                                | Les Vampires                            | 10        | Mistério                   | Louis Feuillade                                                      | Édouard Mathé Musidora                                          | França. No Brasil, "Os Vampiros".                                                                                            |
| American Film Company                                                               | The Secret of the Submarine             | 15        | Ação Aventura              | George L. Sargent                                                    | Juanita Hansen Tom Chatterton                                   | Considerado perdido. No Brasil, "O Segredo do Submarino".                                                                    |
| 1916                                                                                |                                         |           |                            |                                                                      |                                                                 | |
| Gaumont Film Company                                                                | L'X Noir                                |           | Mistério Suspense          | Léonce Perret                                                        | Paul Manson Fabienne Fabrèges Émile Keppens                     | França |
| Whartons Studio                                                                     | The Mysteries of Myra                   | 15        | Mistério                   | Leopold Wharton Theodore Wharton                                     | Jean Sothern Allan Murnane Howard Estabrook                     | Considerado perdido. Em Portugal, "A Seita Tenebrosa". No Brasil, "Os Mistérios de Myra", ou "Os Mistérios da Seita Negra".  |
| Balboa Amusement Producing Company                                                  | The Grip of Evil                        | 14        |                            | W.A.S. Douglas Harry Harvey                                          | Jackie Saunders Roland Bottomley                                | Considerado perdido. Em Portugal, "A Sina de uma Mulher".                                                                    |
| Edward José Productions                                                             | The Iron Claw                           | 20        | Aventura                   | George B. Seitz                                                      | Pearl White Creighton Hale                                      | No Brasil, "O Enigma da Máscara"/ "A Garra de Ferro". Em Portugal, "A Máscara dos Dentes Brancos".                           |
| Whartons Studio/Hearst                                                              | Beatrice Fairfax                        | 15        |                            | Leopold Wharton Theodore Wharton                                     | Grace Darling Harry Fox                                         | |
| Astra Film Corporation/ Pathé                                                       | The Shielding Shadow                    | 15        | Ação                       | Louis J. Gasnier Donald MacKenzie                                    | Grace Darmond Ralph Kellard                                     | Também conhecido como "Ravengar"                                                                                             |
| Astra Film Corporation/ Pathé                                                       | Pearl of the Army                       | 15        | Donzela em apuros          | Edward José                                                          | Pearl White Ralph Kellard                                       | No Brasil, "O Correio de Washington".                                                                                        |
| Erbograph Company/Consolidated Film Corporation                                     | The Crimson Stain Mystery               | 16        | Terror Suspense            | T. Hayes Hunter                                                      | Maurice Costello Ethel Grandin                                  | No Brasil, "Os Estranguladores de Nova York".                                                                                |
| Kleine Productions Inc.                                                             | Gloria's Romance                        | 20        | Donzela em apuros          | Colin Campbell Walter Edwin                                          | Billie Burke Henry Kolker David Powell                          | Considerado perdido. Em Portugal, "O Romance de Glória".                                                                     |
| Quality Pictures Corporation                                                        | The Great Secret                        | 18        | Ação Aventura              | Christy Cabanne                                                      | Francis X. Bushman Beverly Bayne                                | Considerado perdido. No Brasil, "O Grande Segredo".                                                                          |
| Babelsberg Studios\|Deutsche Bioscop                                                | Homunculus                              | 6         | Ficção científica          | Otto Rippert                                                         | Olaf Fønss Ernst Ludwig                                         | Alemanha |
| Gaumont Film Company                                                                | Judex                                   | 12        | Policial                   | Louis Feuillade                                                      | René Cresté Musidora                                            | França |
| Niagara Film Studios                                                                | Perils of Our Girl Reporters            | 15        | Donzela em apuros          | George Terwilliger                                                   | Helen Greene Zena Keefe Earl Metcalfe                           | Considerado perdido. |
| American Film Company                                                               | The Sequel to the Diamond From the Sky  | 4         | Ação                       | Edward Sloman                                                        | William Russell Rhea Mitchell                                   | Considerado perdido. |
| Vitagraph Studios                                                                   | The Scarlet Runner                      | 12        | Ação Aventura              | William P.S. Earle Wally Van                                         | Earle Williams Marguerite Blake Zena Keefe Walter McGrail       | Considerado perdido. |
| Essanay Film Manufacturing Company                                                  | The Strange Case of Mary Page           | 15        | Policial                   | J. Charles Haydon                                                    | Henry B. Walthall Edna Mayo                                     | Considerado perdido. No Brasil "O Enigma do Sangue".                                                                         |
| Serial Film Corporation                                                             | The Yellow Menace                       | 16        | Aventura                   | William Steiner                                                      | Edwin Stevens Florence Malone Marguerite Gale                   | Considerado perdido. No Brasil, "O Perigo Amarelo".                                                                          |
| Signal Film Corporation                                                             | Lass of the Lumberlands                 | 15        | Western                    | Paul Hurst J. P. McGowan                                             | Helen Holmes Leo D. Maloney Thomas G. Lingham                   | Considerado perdido. |
| Universal Studios                                                                   | The Adventures of Peg o' the Ring       | 15        | Aventura                   | Francis Ford Jacques Jaccard                                         | Grace Cunard Francis Ford                                       | No Brasil, "A Filha do Circo". Considerado perdido.                                                                          |
| Universal Studios                                                                   | Liberty, A Daughter of the USA          | 20        | Western                    | Jacques Jaccard Henry MacRae                                         | Marie Walcamp Jack Holt                                         | Também conhecido como Liberty. Considerado perdido. No Brasil, "A Herança Fatal".                                            |
| Universal Pictures                                                                  | The Purple Mask                         | 16        | Ação                       | Francis Ford Grace Cunard                                            | Francis Ford Grace Cunard Jean Hathaway                         | No Brasil e em Portugal, "A Máscara Vermelha".                                                                               |
| Vitagraph Studios                                                                   | The Secret Kingdom                      | 15        | Aventura Ação              | Charles Brabin                                                       | Charles Richman Dorothy Kelly Joseph Kilgour                    | Considerado perdido |
| Kalem Company                                                                       | The Social Pirates                      | 15        | Aventura                   | James W. Horne                                                       | Marin Sais True Boardman Ollie Kirkby                           | No Brasil "Piratas Sociais".                                                                                                 |
| Kalem Company                                                                       | The Girl from Frisco                    | 25        | Western                    | James W. Horne                                                       | Marin Sais True Boardman                                        | Cada episódio é independente e conta uma história completa.                                                                  |
| 1917                                                                                |                                         |           |                            |                                                                      |                                                                 | |
| Caesar Film                                                                         | Parigi Misteriosa                       | 4         |                            | Gustavo Serena                                                       | Olga Benetti Alfredo Bracci Lea Giunchi                         | Itália. No Brasil, Os Mistérios de Paris.                                                                                    |
| Astra Film Corporation/ Pathé                                                       | The Mystery of the Double Cross         | 15        |                            | Louis J. Gasnier William Parke                                       | Mollie King Léon Bary                                           | No Brasil, "O Mistério da Dupla Cruz". Em Portugal, "O Mistério da Cruz Dupla" A menina do sinal".                           |
| Astra Film Corporation/ Pathé                                                       | The Fatal Ring                          | 20        | Drama                      | George B. Seitz                                                      | Pearl White Warner Oland Earle Foxe                             | No Brasil, "A Jóia Fatal". Em Portugal, "O Anel Fatal". Considerado perdido.                                                 |
| Astra Film Corporation/ Pathé                                                       | The Seven Pearls                        | 15        | Aventura                   | Louis J. Gasnier Donald MacKenzie                                    | Mollie King Creighton Hale                                      | No Brasil, "As Sete Pérolas". Considerado perdido                                                                            |
| Astra Film Corporation/ Pathé                                                       | The Hidden Hand                         | 15        |                            | James Vincent                                                        | Doris Kenyon Sheldon Lewis                                      | Considerado perdido. No Brasil, "A Mão do Diabo".                                                                            |
| Balboa Amusement Producing Company                                                  | The Neglected Wife                      | 15        | Drama                      | William Bertram                                                      | Ruth Roland Roland Bottomley                                    | No Brasil "A Esposa Desprezada".                                                                                             |
| Whartons Studio/ International Film Service Inc.                                    | Patria                                  | 15        | Ação                       | Jacques Jaccard Leopold Wharton Theodore Wharton                     | Irene Castle Milton Sills Warner Oland                          | No Brasil "'Patria". |
| Signal Film Corporation                                                             | The Lost Express                        | 15        | Ação                       | J. P. McGowan                                                        | Helen Holmes Leo D. Maloney Thomas G. Lingham                   | Considerado perdido. |
| Signal Film Corporation                                                             | The Railroad Raiders                    | 15        | Ação                       | J. P. McGowan                                                        | Helen Holmes Leo D. Maloney                                     | Considerado perdido. |
| Monmouth Film Corporation                                                           | Jimmie Dale Alias the Grey Seal         | 16        | Mistério                   | Harry McRae Webster                                                  | Edward K. Lincoln Doris Mitchell Edna Hunter                    | Considerado perdido. |
| Paramount Pictures                                                                  | Who is Number One?                      | 15        | Mistério                   | William Bertram                                                      | Kathleen Clifford Cullen Landis Gordon Sackville                | Único seriado da Paramount. Considerado perdido. Em Portugal, "Quem Será o nº 1?", no Brasil "'Quem é o número um?".         |
| Universal Studios                                                                   | Voice on the Wire                       | 15        | Suspense                   | Stuart Paton                                                         | Ben F. Wilson Neva Gerber Hoot Gibson                           | No Brasil "O Telefone da Morte".                                                                                             |
| Universal Studios                                                                   | The Gray Ghost                          | 16        | Suspense                   | Stuart Paton                                                         | Harry Carter Priscilla Dean                                     | No Brasil, "O Fantasma Pardo". Em Portugal, "Fantasma Gris".                                                                 |
| Universal Studios                                                                   | The Red Ace                             | 16        | Aventura                   | Jacques Jaccard                                                      | Marie Walcamp Lawrence Peyton                                   | No Brasil, "O Ás de Ouro". Em Portugal, "O Ás de Oiros".                                                                     |
| Universal Studios                                                                   | The Mystery Ship                        | 18        | Ação                       | Henry MacRae                                                         | Ben F. Wilson Neva Gerber                                       | Considerado perdido. No Brasil e em Portugal, "O Navio Fantasma".                                                            |
| Universal Studios                                                                   | Bull's Eye                              | 18        | Aventura                   | James W. Horne                                                       | Eddie Polo Vivian Reed                                          | Considerado perdido. No Brasil, "Cody, o Invencível".                                                                        |
| Vitagraph Studios                                                                   | The Fighting Trail                      | 15        | Western                    | William Duncan                                                       | William Duncan Carol Holloway George Holt                       | Considerado perdido. No Brasil, "O Rastro Sangrento". Em Portugal, "Carpanta".                                               |
| Tiber Film                                                                          | Il Triangolo Giallo                     | 4         | Aventura                   | Emilio Ghione                                                        | Emilio Ghione Kally Sambucini                                   | Itália. Em Portugal e no Brasil, "O Triangulo Amarelo".                                                                      |
| Vitagraph Studios                                                                   | Vengeance and the Woman                 | 15        | Ação                       | William Duncan Laurence Trimble                                      | William Duncan Carol Holloway George Holt                       | No Brasil, "A vingança e a Mulher".                                                                                          |
| Studio Films                                                                        | Mefisto                                 | 12        | Suspense                   | José Maria Codina                                                    | Josep Balaguer Laura Bove                                       | Espanha. No Brasil, "Mefisto".                                                                                               |
| 1918                                                                                |                                         |           |                            |                                                                      |                                                                 | |
| Le Film d’Art                                                                       | Le Comte de Monte Cristo                | 15        | Drama Aventura             | Henri Pouctal                                                        | Léon Mathot Alexandre Colas Albert Mayer                        | França. No Brasil, O Conde de Monte Cristo.                                                                                  |
| Gaumont Film Company                                                                | La nouvelle mission de Judex            | 12        | Policial                   | Louis Feuillade                                                      | René Cresté Marcel Lévesque Yvette Andréyor                     | França. Sequência de Judex.                                                                                                  |
| Tiber-film production                                                               | I Topi Grigi                            | 8         | Aventura                   | Emilio Ghione                                                        | Emilio Ghione Kally Sambucini Albert-Francis Bertoni            | Itália. No Brasil, conhecido como "A Quadrilha dos Ratos Cinzentos". Em Portugal, "As Ratas Pardas".                         |
| Astra Film Corporation/ Pathé                                                       | The House of Hate                       | 20        | Mistério                   | George B. Seitz                                                      | Pearl White Antonio Moreno                                      | No Brasil, "A Casa do Ódio".                                                                                                 |
| Astra Film Corporation/ Pathé                                                       | Hands Up!                               | 15        | Aventura                   | Louis J. Gasnier James W. Horne                                      | Ruth Roland George Larkin                                       | No Brasil, "Cavaleiro Fantasma".                                                                                             |
| Western Photoplays Inc.                                                             | Wolves of Kultur                        | 15        | Ação Aventura              | Joseph A. Golden                                                     | Leah Baird Charles Hutchison                                    | No Brasil "Os Mensageiros da Morte".                                                                                         |
| Jaxon Film Corporation                                                              | A Daughter of Uncle Sam                 | 12        |                            | James C. Morton                                                      | Jane Vance William Sorelle                                      | |
| Whartons Studio                                                                     | The Eagle's Eye                         | 20        |                            | George Lessey Wellington A. Playter Leopold Wharton Theodore Wharton | King Baggot Marguerite Snow William Bailey                      | Este seriado é considerado perdido. No Brasil, "Os Olhas da Águia".                                                          |
| Burston Films Inc.                                                                  | The Silent Mystery                      | 15        | Ação                       | Francis Ford                                                         | Francis Ford Mae Gaston Rosemary Theby                          | No Brasil, "O Silêncio Misterioso".                                                                                          |
| Universal Studios                                                                   | The Lion's Claw                         | 18        | Aventura                   | Harry Harvey Jacques Jaccard                                         | Marie Walcamp Ray Hanford                                       | Considerado perdido. Em Portugal, "Nas Garras do Leão".                                                                      |
| Universal Studios                                                                   | The Brass Bullet                        | 18        | Aventura                   | Ben F. Wilson                                                        | Juanita Hansen Jack Mulhall                                     | Considerado perdido. No Brasil "A Bala de Bronze".                                                                           |
| Universal Studios                                                                   | The Lure of the Circus                  | 18        | Aventura                   | J. P. McGowan                                                        | Eddie Polo Eileen Sedgwick                                      | No Brasil, "Sedução do Circo".                                                                                               |
| Vitagraph Studios                                                                   | A Fight for Millions                    | 15        | Ação                       | William Duncan                                                       | William Duncan Edith Johnson                                    | Este seriado é considerado perdido. No Brasil "'A Luta Pelos Milhões".                                                       |
| Vitagraph Studios                                                                   | The Iron Test                           | 15        | Aventura                   | Robert N. Bradbury Paul Hurst                                        | Antonio Moreno Carol Holloway                                   | Este seriado é considerado perdido.                                                                                          |
| Vitagraph Studios                                                                   | A Woman in the Web                      | 15        | Drama                      | Paul Hurst e David Smith                                             | Hedda Nova Hoot Gibson                                          | No Brasil "Em Palpos de Aranha".                                                                                             |
| Gaumont Film Company                                                                | Tih Minh                                | 12        | Aventura                   | Louis Feuillade                                                      | Mary Harald René Cresté Georges Biscot Édouard Mathé            | França |
| 1919                                                                                |                                         |           |                            |                                                                      |                                                                 | |
| Universal Studios                                                                   | The Red Glove                           | 18        | Western                    | J. P. McGowan                                                        | Marie Walcamp Patrick H. O'Malley, Jr.                          | Considerado perdido. Em Portugal e no Brasil, "A Luva Vermelha".                                                             |
| Astra Film Corporation/ Pathé                                                       | The Lightning Raider                    | 15        | Ação                       | George B. Seitz                                                      | Pearl White Warner Oland Boris Karloff                          | Filme de estreia de Boris Karloff. No Brasil "A Vampiro Relâmpago", ou "Vampiro Relâmpago".                                  |
| Astra Film Corporation/ Pathé                                                       | The Tiger's Trail                       | 15        | Aventura                   | Robert Ellis Louis J. Gasnier Paul Hurst                             | Ruth Roland George Larkin                                       | No Brasil, "O Rastro do Tigre".                                                                                              |
| Astra Film Corporation/ Pathé                                                       | The Adventures of Ruth                  | 15        | Aventura                   | George Marshall                                                      | Ruth Roland                                                     | No Brasil, "As Aventuras de Ruth".                                                                                           |
| George B. Seitz Productions/ Pathé                                                  | Bound and Gagged                        | 10        | Aventura                   | George B. Seitz                                                      | Marguerite Courtot George B. Seitz                              | Em Portugal, "O Rei da Audácia", no Brasil "'Preso e Amordaçado".                                                            |
| Diando Film Corporation/ Pathé                                                      | Terror of the Range                     | 7         | Western                    | Stuart Paton                                                         | George Larkin Betty Compson                                     | Considerado perdido. No Brasil "O Terror das Serras".                                                                        |
| George B. Seitz Productions                                                         | The Black Secret                        | 15        | Aventura                   | George B. Seitz                                                      | Pearl White Walter McGrail                                      | Considerado perdido. No Brasil "O Segredo Negro".                                                                            |
| Western Photoplays Inc.                                                             | The Great Gamble                        | 15        |                            | Joseph A. Golden                                                     | Charles Hutchison Anna Luther                                   | Considerado perdido. Foi editado como o longa metragem, The Fatal Plunge, em 1924. No Brasil "'O Jogo Temerário".            |
| Oliver Films Inc.                                                                   | The Carter Case                         | 15        | Policial                   | William F. Haddock Donald MacKenzie                                  | Herbert Rawlinson Marguerite Marsh Ethel Grey Terry             | Também conhecido como "The Craig Kennedy Serial". Uma nova aventura do detetive Craig Kennedy. No Brasil "Duelo Misterioso". |
| Great Western Producing Company                                                     | Elmo the Mighty                         | 18        | Western                    | Henry MacRae J. P. McGowan                                           | Elmo Lincoln Grace Cunard                                       | Considerado perdido. Em Portugal e no Brasil, "Elmo, o Poderoso".                                                            |
| S. L. K. Serial Corporation                                                         | The Fatal Fortune                       | 15        | Aventura                   | Donald MacKenzie Frank Wunderlee                                     | Helen Holmes Jack Levering Leslie King                          | Considerado perdido. No Brasil "A Fortuna Fatal".                                                                            |
| National Film Corporation of America/ Arrow Film Corporation                        | Lightning Bryce                         | 15        | Western Aventura           | Paul Hurst                                                           | Ann Little Jack Hoxie Paul Hurst                                | No Brasil "O Fio do Destino".                                                                                                |
| Wistaria Productions/ Arrow Film Corporation                                        | The Lurking Peril                       | 15        | Ação                       | George Morgan                                                        | George Larkin Anna Luther William Bechtel                       | Considerado perdido. No Brasil "A Senda Perigosa".                                                                           |
| Burston Films Inc.                                                                  | The Mystery of 13                       | 15        | Drama Ação                 | Francis Ford                                                         | Francis Ford Rosemary Theby                                     | Em Portugal, "O Mistério dos 13". No Brasil "O Mistério do Número 13".                                                       |
| The American Lifeograph Company                                                     | The Perils of Thunder Mountain          | 15        | Ação                       | Robert N. Bradbury W.J. Burman                                       | Antonio Moreno Carol Holloway Kate Price                        | Considerado perdido. Em Portugal, "O Monte dos Trovões", no Brasil "Precipícios do Ódio'".                                   |
| Babelsberg Studios                                                                  | Die Spinnen                             | 2         | Aventura                   | Fritz Lang                                                           | Carl de Vogt Ressel Orla Georg John Lil Dagover                 | Alemanha |
| Universal Studios                                                                   | The Midnight Man                        | 18        |                            | James W. Horne                                                       | James J. Corbett Kathleen O'Connor                              | No Brasil, "O Homem da Meia Noite".                                                                                          |
| Universal Studios                                                                   | The Great Radium Mystery                | 18        | Mistério                   | Robert Broadwell Robert F. Hill                                      | Cleo Madison Bob Reeves                                         | No Brasil, "O Mistério do Radium".                                                                                           |
| Universal Studios                                                                   | The Lion Man                            | 18        | Aventura                   | Albert Russell Jack Wells                                            | Kathleen O'Connor Jack Perrin                                   | Em Portugal e no Brasil, "O Homem Leão".                                                                                     |
| Shamrock Photoplay Corporation/ William Steiner Productions/ Arrow Film Corporation | The Masked Rider                        | 15        | Western                    | Aubrey M. Kennedy                                                    | Harry Myers Ruth Stonehouse Boris Karloff                       | No Brasil, "O Cavaleiro Mascarado".                                                                                          |
| Hallmark Pictures Corporation                                                       | The Trail of the Octopus                | 15        | Mistério Aventura          | Duke Worne                                                           | Ben F. Wilson Neva Gerber                                       | No Brasil, "O Rastro do Polvo".                                                                                              |
| Vitagraph Studios                                                                   | Man of Might                            | 15        | Ação                       | William Duncan Clifford Smith                                        | William Duncan Edith Johnson Joe Ryan                           | Considerado perdido. No Brasil "O Homem Poderoso".                                                                           |
| Vitagraph Studios                                                                   | Smashing Barriers                       | 15        | Ação                       | William Duncan                                                       | William Duncan Edith Johnson Walter Rodgers                     | Considerado perdido. No Brasil "Transpondo Barreiras".                                                                       |
| Gaumont Film Company                                                                | Barrabas                                | 12        | Ação                       | Louis Feuillade                                                      | Fernand Herrmann Édouard Mathé                                  | França. Também conhecido como Barabbas e Barabas.                                                                            |
| Burston Films                                                                       | The Hawk's Trail                        | 15        | Suspense                   | W. S. Van Dyke                                                       | King Baggot Grace Darmond                                       | No Brasil, "O Homem de Ferro".                                                                                               |
| Rolfe Photoplays                                                                    | The Master Mystery                      | 15        | Mistério Ficção científica | Harry Grossman Burton L. King                                        | Harry Houdini Marguerite Marsh Ruth Stonehouse                  | A última produção do estúdio Rolfe Photoplays. No Brasil, "O Homem de Aço".                                                  |